# Glaucostegidae
Glaucostegidae is een familie van kraakbeenvissen uit de orde van de Rhinopristiformes. De familie telt maar één geslacht (Glaucostegus). De familie werd vroeger als onderfamilie van de vioolroggen (Rhinobatidae) gerekend. 

## Geslachten
- Glaucostegus Bonaparte, 1846